# Rachispoda luisi
Rachispoda luisi är en tvåvingeart som beskrevs av Wheeler 1995. Rachispoda luisi ingår i släktet Rachispoda och familjen hoppflugor. Inga underarter finns listade i Catalogue of Life.